# Poya (bướm đêm)
Poya là một chi bướm đêm thuộc họ Geometridae.

## Các loài
- Poya unica
- Poya variata